# Teatro João Caetano

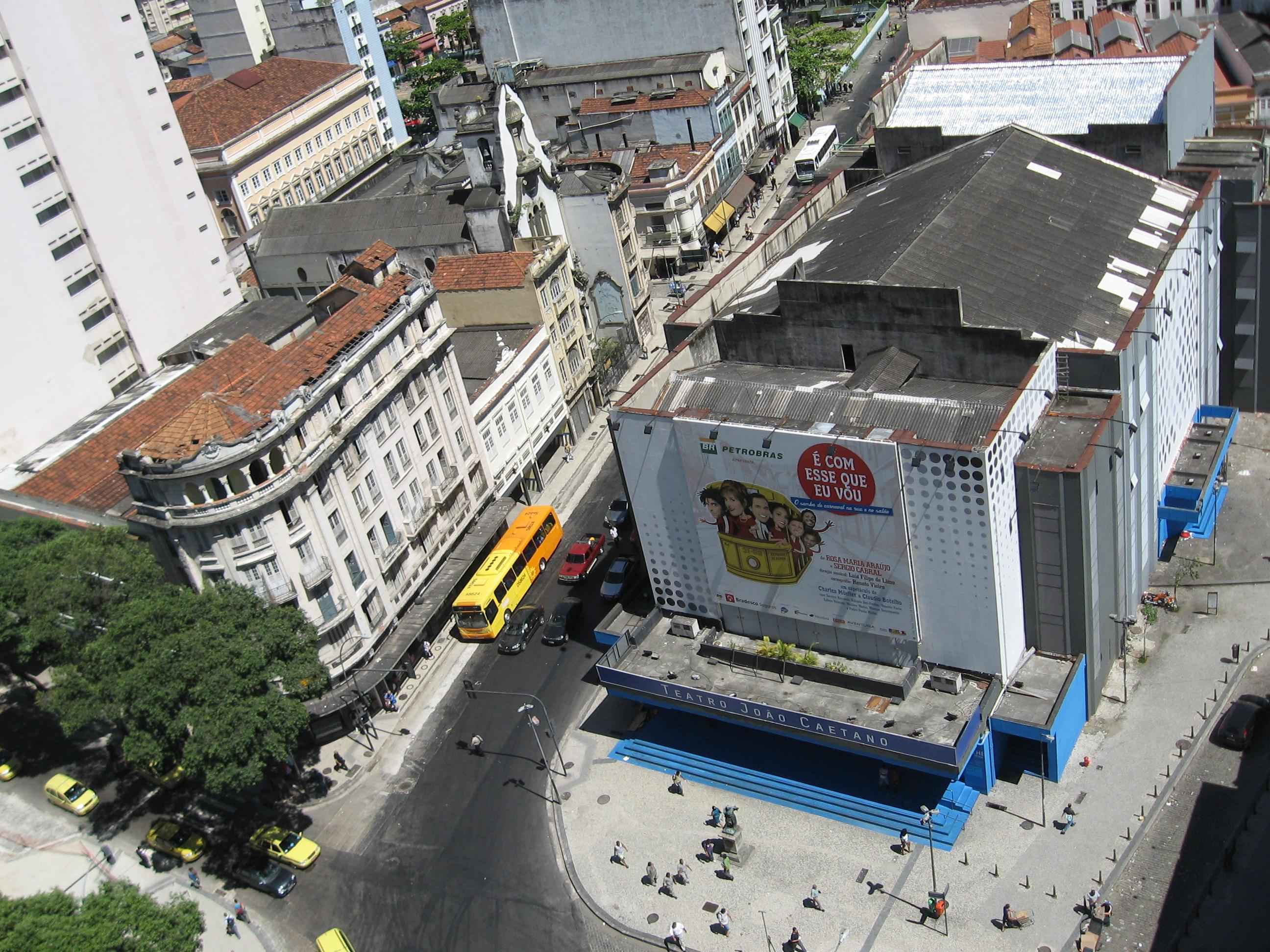

Teatro Nacional D. Maria II är en teater i Rio de Janeiro i Brasilien, invigd 1813.
Det är Brasiliens första teater, och den äldsta som fortfarande är i bruk. 